# 格朗康-迈西
格朗康-迈西（法語：Grandcamp-Maisy，法語發音：[ɡʁɑ̃kɑ̃ mɛzi] ⓘ）是法国卡尔瓦多斯省的一个市镇，属于巴约区。该市镇于1972年由原市镇格朗康莱班（Grandcamp-les-Bains）和迈西（Maisy）合并而成。

## 地理
格朗康-迈西（49°23'15"N, 1°2'28"W）面积14.85 平方千米，位于法国诺曼底大区卡爾瓦多斯省，该省份为法国西北部沿海省份，北濒大西洋英吉利海峡，东北与滨海塞纳省以海上边界相接，东临厄尔省，南至奧恩省，西与芒什省接壤。
与格朗康-迈西接壤的市镇（或旧市镇、城区）包括：拉康布、贝桑地区克里克维尔、热福斯-丰特奈。

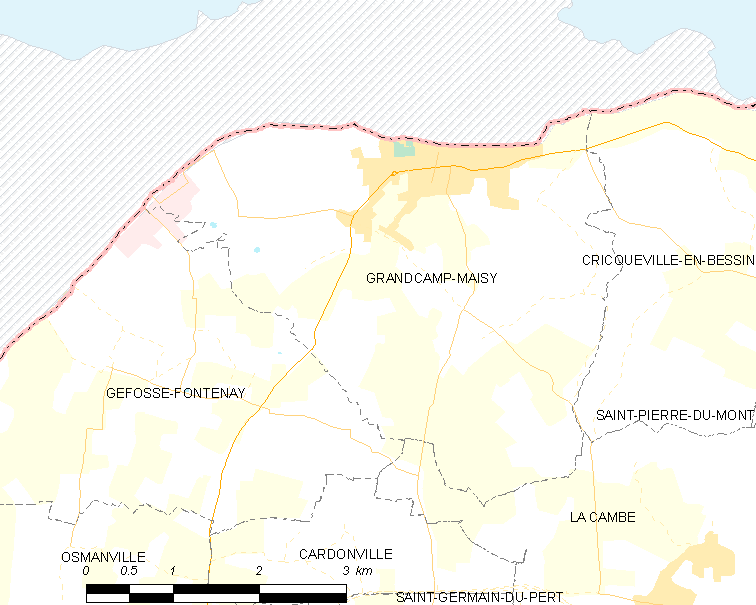
格朗康-迈西的OSM定位图

格朗康-迈西的时区为UTC+01:00、UTC+02:00（夏令时）。

## 行政
格朗康-迈西的邮政编码为14450，INSEE市镇编码为14312。

## 政治
格朗康-迈西所属的省级选区为特雷维耶尔县。

## 人口

1962-2008年间格朗康-迈西人口变化图示

格朗康-迈西于2022年1月1日时的人口数量为1525人。